# Nils Ahnlund
Nils Ahnlund (Uppsala, 23 agosto 1889 – Stoccolma, 11 gennaio 1957) è stato uno storico svedese.
Professore all'Università di Stoccolma dal 1928, dal 1941 è stato membro dell'Accademia svedese.
Si è interessato in particolare della storia del periodo di Gustavo Adolfo.

### Opere
- 1917 - Mo och Domsjöverken : deras ägare och utveckling intill 1873
- 1918 - Gustaf II Adolf inför tyska kriget. Stockholm: Nya tryckeri-aktiebolaget
- 1918 - Storhetstidens gryning : gestalter och händelser
- 1921 - Sundsvalls historia 1-2
- 1923 - Anmärkningar till handlingar rörande professuren i historia vid Uppsala universitet : sakkunniges utlåtanden och humanistiska sektionens betänkande
- 1953 – Stockholms historia före Gustav Vasa
- 1956 – Den svenska utrikespolitikens historia före 1560